# Давыдов, Константин Дмитриевич
Константин Дмитриевич Давыдов по прозвищу Владыка — воевода на службе у московского князя Василия III. 
Дворянин из рода Давыдовых-Морозовых — VII колено от Михаила Прушанина. Четвёртый из семи сыновей Дмитрия Давыдовича Морозова. Имел двоих сыновей: Ивана Зубатого и Ивана Мещанина и дочь, выданную за И. И. Стригина-Слыха.
В январе 1531 года служил головой на реке Ока в Кашире. В июле того же года послан третьим воеводой в Коломну для защиты от нападения крымских татар.